# تشارلز فولبي
تشارلز فولبي هو سياسي أمريكي، ولد في 29 نوفمبر 1936، وتوفي في 22 سبتمبر 1988. نشط حزبياً في الحزب الجمهوري. وقد انتخب عضو مجلس نواب بنسيلفانيا ‏.